# Гемпстед (Нью-Йорк)
Гемпстед (англ. Hempstead) — місто (англ. town) в США, в окрузі Нассау штату Нью-Йорк. Населення — 793 409 осіб (2020).

## Демографія
Згідно з переписом 2010 року, у місті мешкало 759 757 осіб у 246 456 домогосподарствах у складі 189 634 родин. Було 256734 помешкання
Расовий склад населення:
| - 68,3 % — білих - 16,5 % — чорних або афроамериканців - 5,2 % — азіатів - 0,3 % — корінних американців - 7,1 % — осіб інших рас |

До двох чи більше рас належало 2,6 %. Частка іспаномовних становила 17,4 % від усіх жителів.
За віковим діапазоном населення розподілялося таким чином: 23,7 % — особи молодші 18 років, 62,1 % — особи у віці 18—64 років, 14,2 % — особи у віці 65 років та старші. Медіана віку мешканця становила 40,0 року. На 100 осіб жіночої статі у місті припадало 93,3 чоловіків;  на 100 жінок у віці від 18 років та старших — 90,1 чоловіків також старших 18 років.
Середній дохід на одне домашнє господарство  становив 126 525 доларів США (медіана — 102 002), а середній дохід на одну сім'ю — 141 202 долари (медіана — 116 908). Медіана доходів становила 68 704 долари для чоловіків та 55 811 долар для жінок. За межею бідності перебувало 6,6 % осіб, у тому числі 8,9 % дітей у віці до 18 років та 5,4 % осіб у віці 65 років та старших.
Цивільне працевлаштоване населення становило 387 919 осіб. Основні галузі зайнятості: освіта, охорона здоров'я та соціальна допомога — 29,4 %, науковці, спеціалісти, менеджери — 12,0 %, роздрібна торгівля — 10,3 %, фінанси, страхування та нерухомість — 9,0 %.